# So Yours
So Yours è un singolo del cantante svedese Darin, pubblicato il 23 febbraio 2013.

## Video musicale
Il video è stato pubblicato il 27 marzo 2013.

## Tracce
1. So Yours – 2:42